# Eltel Networks
Eltel Networks är ett europeiskt företag som arbetar med att bygga och underhålla el- och teleinstallationer.
Företaget har 8 500 anställda varav 2 500 i Sverige.